# Mežica
Mežica (njemački:Mießdorf) je grad i središte istoimene općine u sjevernoj Sloveniji. Mežica se nalazi u blizini granice s Austrijom u pokrajini Koruškoj i statističkoj regiji Koruškoj. Grad se nalazi u Mežiškoj dolini kojom teče rijeka Meža i njen pritok Šumc.

## Stanovištvo
Prema popisu stanovništva iz 2002. godine Mežica je imala 3.487 stanovnika.

## Vanjske poveznice
- Službena stranica općine
- Satelitska snimka grada  Arhivirana inačica izvorne stranice od 29. srpnja 2017. (Wayback Machine)